# Charleroi (M917)
Pour les articles homonymes, voir Charleroi (homonymie).
Le Charleroi (M917) (ex-USS MSC152) est un dragueur de mines de type MSC (Mines Sweeper Coast) de Classe Adjutant réalisé par les États-Unis dans le cadre d'un programme de renouvellement de sa flotte de dragage à partir de 1950.

Dès 1954, il fit partie de la Force Navale belge.

## Histoire
L'équipage belge reçut, à son bord, une formation à la base de Boston à partir du 17 février 1954. Le M917 Charleroi fut basé, dès juin 1954, à la base navale d'Ostende.

Il fit partie des 18 dragueurs de mines cédés par les États-Unis entre 1953 et 1957. Huit autres navires de même type furent construits en Belgique (chantiers navals de Temse et d'Ostende) entre 1954 et 1955.
En octobre 1969, le dragueur côtier retourne aux États-Unis pour être vendu à Taïwan où il prit le nom de M166 Yung Chi.

## Mission
La mission principale d'un dragueur côtier de type M.S.C. était de veiller à l'état de navigation des chenaux d'accès des ports belges, les petites profondeurs du littoral et des estuaires étant favorables au minage.